# Konvoj (film, 1978)
A Konvoj (eredeti cím: Convoy) 1978-ban bemutatott amerikai akciófilm Sam Peckinpah rendezésében. A főbb szerepekben Kris Kristofferson, Ali MacGraw és Ernest Borgnine látható.

## Cselekmény

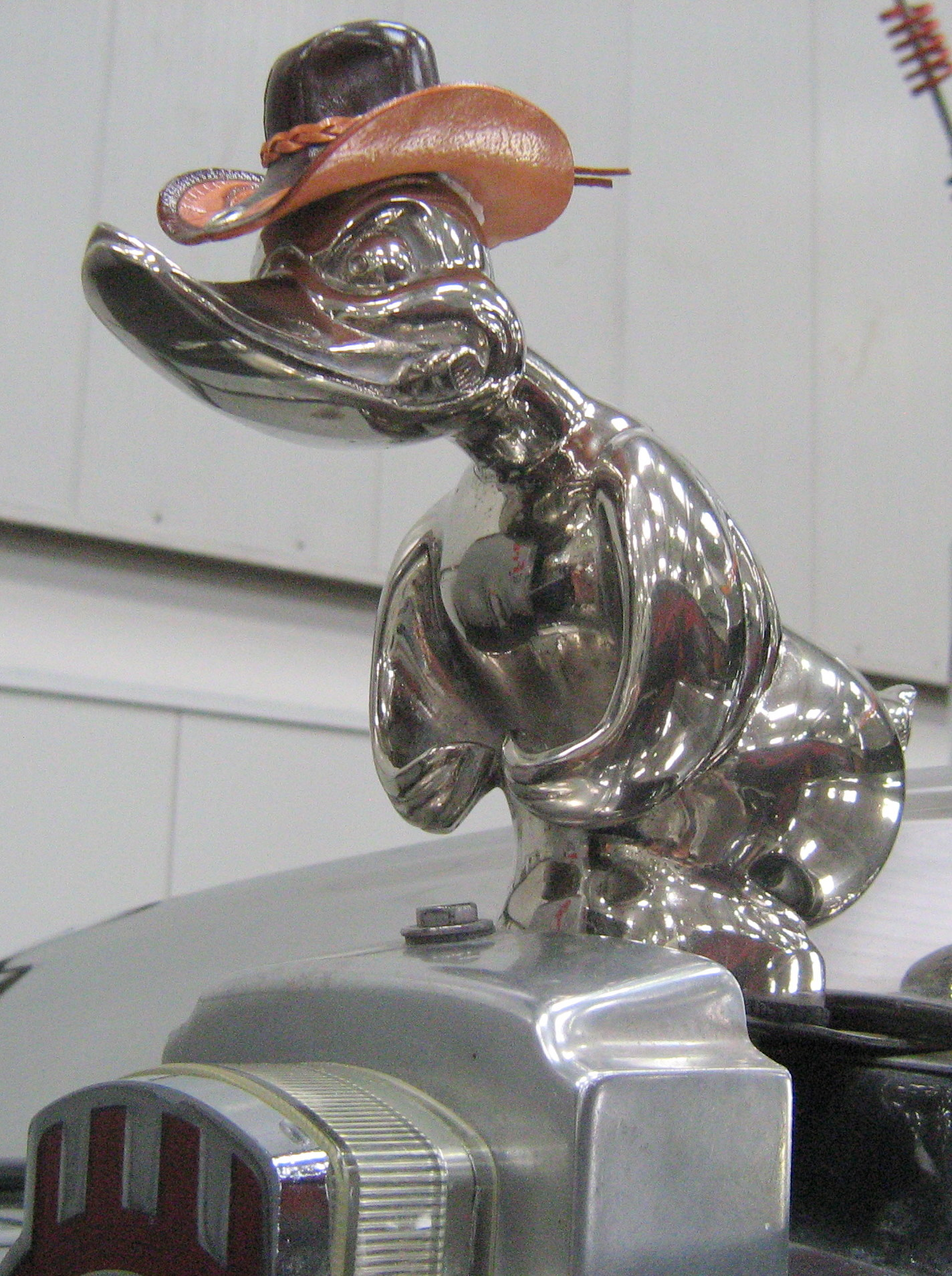
„Gumikacsa” fémből a motor hűtőjén

Három kamionos szeli át Arizona államot: a Gumikacsa (Kris Kristofferson), Kocaól (Burt Young) és Pók Mike (Franklyn Ajaye). A három férfit először az utakon kapcsolja le és bírságolja meg gyorshajtásért a csak „Mocsoknak” becézett Lyle Wallace seriff (Ernest Borgnine), ám mikor a rend őrzője egy út menti bárban is a társaságba köt, azok leütik, majd a később a helyszínre érkező rendőrökkel is verekedésbe keverednek.
A bunyót végül a kamionosok nyerik, akik ezután elhatározzák: elhagyják az államot, nehogy bíróság elé kerüljenek az ügy miatt. Gumikacsához és két társához még néhány kamionsofőr is csatlakozik, akik segítettek nekik a verekedésben, Gumikacsa pedig elvállalja, hogy egy fiatal fotós nőt, Melissát (Ali MacGraw) elfuvaroz egy darabig. A nő és a férfi között időközben szerelem alakul ki.
Az utazás kezdetén az egyik sofőr, a Feketeözvegy (Madge Sinclair) kamionja felborul, így kénytelen lesz átszállni egy másik kamionba, ám ennél nagyobb gond is akad: „Mocsok” Lyle és emberei a kamionosok nyomába erednek, azonban őket hamar sikerül ártalmatlanná tenni.
Gumikacsáéknak sikerül elérniük Új-Mexikó határát, előtte azonban még több száz kamionsofőr csatlakozik hozzájuk, hatalmas konvojt alkotva. A kamionok hosszú sorát ugyan az itteni hatóságok és Lyle is megpróbálja megállítani, azok azonban minden át utat törnek maguknak, hatalmas hírnevet szerezve ezzel. Időközben Pók Mike értesül arról, hogy várandós felesége néhány napon belül szülni fog, így búcsút vesz társaitól és hazaindul.
Éjszakára a konvojnak Új-Mexikó kormányzója, Jerry Haskins (Seymour Cassel) biztosít menedéket, ahol aludhatnak és fürödhetnek, az ott történő gyűlésen azonban Gumikacsával nem tudnak megegyezésre jutni.
Mikor a Kacsa reggel értesül, hogy Mike barátjukat elfogta, brutálisan megverte, majd börtönbe zárta Lyle Texasban, néhány társával elindul, hogy kiszabadítsa. Az akció sikerül, kamionjaikkal romba döntik a fogdát, a seriffnek azonban megkegyelmeznek és otthagyják.
A konvoj immár Mike-kal indul tovább, ám útjukat hamarosan egy határközeli hídon felállított, a Nemzeti Gárdához tartozó különítmény várja. Gumikacsa búcsút vesz Melissatól, és leszállítja járgányából, majd egyedül nekiindul, hogy áttörje a barikádot. Csakhogy a Lyle vezette katonák szétlövik kamionját, ami sofőrjével együtt, felrobbanva a folyóba zuhan.
A kamionosok és Haskins kormányzó hatalmas temetést rendez Gumikacsa tiszteletére, melyre rengeteg ember gyűlik össze. A megemlékezés közben azonban a konvoj váratlanul elindul, a konvojhoz tartozó, „Utazó Idegenek Egyházát” szállító buszban feltűnik a Gumikacsa, Melissa legnagyobb örömére és a hatóság (főleg Lyle) legnagyobb megrökönyödésére...

## Szereplők
| Szerep                                     | Színész            | Magyar hang     |
| ------------------------------------------ | ------------------ | --------------- |
| Martin „Gumikacsa” Penwald                 | Kris Kristofferson | Szakácsi Sándor |
| Melissa                                    | Ali MacGraw        | Andai Györgyi   |
| Lyle „Mocsok” Wallace seriff               | Ernest Borgnine    | Szabó Ottó      |
| „Kocaól” / „Csókmasina”, Gumikacsa barátja | Burt Young         | Láng József     |
| Pók Mike, Gumikacsa barátja                | Franklyn Ajaye     | Timár Béla      |
| Chuck Arnoldi                              | Brian Davies       | Versényi László |
| Fekete Özvegy                              | Madge Sinclair     | Kiss Mari       |
| Jerry Haskins, Új-Mexikó kormányzója       | Seymour Cassel     | Szokolay Ottó   |
| Violet Wallace                             | Cassie Yates       | Csűrös Karola   |

## Érdekességek
- A filmben a kamionosok sajátos nyelvezetében a rendőröket "medvének" nevezik.
- Burt Young (Kocaól/Csókmasina) autóján a "Paulie Hauling" (Paulie Fuvarozás) matrica látható, amelyben a "Paulie" utalás Young másik filmszerepére: A Rocky c. filmben ő játszotta Rocky (Sylvester Stallone) sógorát, Paulie-t.
- A filmben több fekete MACK RS700L típusú kamiont is használtak (ez volt Gumikacsa járműve), amelyek a motorház jobb oldalán lévő hatalmas légszűrőről különböztethetőek meg: az egyik típuson az ezüstszínű gyűrűk távol helyezkednek el, míg a másikon egymás alatt vannak.
- Az egyik fekete MACK feltűnik a konvoj egyik ismeretlen tagjaként is, ekkor csak a vezetőfülke teteje látható, vontatmánya pedig egy szürke, dobozos félpótkocsi.
- A pótkamion a börtönjelenet után is látható, amikor kitolat az összetört épületből: a jármű üzemanyagtartálya az alvázon sokkal kisebb, mint az eredeti kamionnak.
- A filmet C. W. McCall "Convoy" című, 1976-os dala ihlette, de a dal eredeti szövegét átírták, hogy jobban illeszkedjen a történethez. A film hivatalos ajánlójában az eredeti dal hallható.

## Filmzene
- "Convoy" – C.W McCall
- "Orchestra" – Chip Davis & Mannheim Steamroller
- "Lucille" – Kenny Rogers
- "Cowboys Don't Get Lucky All The Time" – Gene Watson
- "Don't It Make My Brown Eyes Blue" – Crystal Gayle
- "I Cheated On A Good Woman's Love" – Billy "Crash" Craddock
- "Okie from Muskogee" – Merle Haggard
- "Southern Nights" – Glen Campbell
- "Blanket on the Ground" – Billie Joe Spears
- "Keep On The Sunny Side" – Doc Watson
- "Walk Right Back" – Annie Murray